# МКС (Ключборк)
«МКС Ключборк» (пол. MKS Kluczbork) — професіональний польський футбольний клуб з міста Ключборк.

## Історія
Колишні назви:
- 30.06.2003: МКС Ключборк (пол. MKS [Miejski Klub Sportowy] w Kluczborku)

30 червня 2003 року у результаті злиття клубів «ККС Ключборк» і «ЛКС Кунюв» був організований футбольний клуб, який отримав назву «МКС Ключборк». Команда зайняла місце «ЛКС Кунюв», який виступав у IV лізі. У 2007 році команда виграла першість у своїй опольській групі і стартувала у III лізі. У 2008 у результаті реформи системи футбольних ліг команда залишилась у третій за рівнем лізі, яка стала називатися II ліга. У 2009 році зайняла перше місце у західній групі і дебютувала у І лізі. Але після двох сезонів вибула до II ліги.

## Титули та досягнення
- Чемпіонат Польщі (І ліга):
  - 6 місце (1): 2010
- Кубок Польщі:
  - 1/16 фіналу (1): 2012